# Кир I
Кир І (древнеперс. Куруш) — персидский царь, правивший в Аншане. Его правление традиционно датируется примерно 640—600 годами до нашей эры, но рассматривается и более поздняя датировка (примерно 610—585 год до н. э.). 

## Упоминание имени Кира I в источниках
Кир был одним из первых представителей династии Ахеменидов. По-видимому, он был внуком его основателя Ахемена и сыном Теиспа. Правильное произношение имени этого ахеменидского царя было Куруш, а не Кир. Произношение «Кир» в русском языке появилось после отброса окончания — ос (греч. ος) от греческого произношения имени персидского царя Κῦρος (произносится Кюрос). В то время как «ош» в имени Курош является частью основы и не соответствует окончанию греческих имён существительных мужского рода (-ος).
Имя Кира I упоминается в сохранившейся генеалогии Кира II Великого в так называемом Манифесте Кира, написанного по приказу этого персидского царя на глиняном цилиндре, после взятия последним Вавилона в 539 году до н. э. В этом документе сам Кир II говорит, что является сыном Камбиса I, внуком Кира I и потомком (или правнуком) Теиспа. Камбис I, Кир I и Теисп — все наделены титулом «Великий царь, царь Аншана», и Кир II поясняет, что он принадлежит к роду, который всегда обладал царским достоинством.
Также было высказано предположение, что существование этого царя было документально подтверждено в источнике, независимом от представленного Киром II генеалогического списка. Кир I (сын или потомок Теиспа) тождественен, по общему мнению, царю, упомянутому в новоассирийском тексте, рассказывающем о разорении Элама Ашшурбанапалом (ок. 646 года до н. э.). Надпись сообщает, что «Кураш, царь страны Парсуаш, услышал о могучей победе, которую я [Ашшурбанапал] одержал над <…> Эламом, и послал своего сына Арукку, с данью в Ниневию». Большинство исследователей, соглашается, что Кураш ассирийской надписи — это Ахеменид Кир I, хотя это отождествление несколько проблематично.
Если, согласно теории разделённого после Теиспа царства, существовало две территории, управлявшиеся Ахеменидами, Аншан — Киром I и Персия — Ариарамном, и если Кураш, зафиксированный в ассирийском документе, идентичен Киру I, тогда почему он именуется «царём страны Парсуаш»? Кураш должен был царствовать в Аншане — стране, хорошо известной ассирийским писцам. Ещё одна проблема состоит в том, что взгляд, согласно которому ассирийское название Парсуаш, употребляемое в данном документе, прилагалось именно к стране Парса/Персия, то есть к коренной территории Ахеменидов, является всего лишь давно устоявшимся в современной литературе допущением. Учитывая наше современное понимание ассирийских источников в связи с Парсуа, не менее обоснованным оказывается, по-видимому, и другое предположение, согласно которому Парсуаш, откуда происходит Кураш Ашшурбанапалова текста, — это область, принадлежавшая группе персов из центральной части западного Загроса, которые так часто ассоциировались в текстах с мидийцами. Наконец, если Кураш, отец Арукку, идентичен Ахемениду Киру I, тогда здесь можно было бы усмотреть некую странную вещь: его старший сын и, следовательно, старший брат Камбиса I, носил не персидское и даже, может быть, не индоевропейское имя; впрочем, учитывая степень, этнического смешения, характерного для западного Ирана того времени, данное сомнение, пожалуй, не стоит относить к числу серьёзных возражений. При таких обстоятельствах невозможно быть полностью уверенными, что Кураш, упоминаемый в этом тексте, имел хоть какое-то отношение к царскому дому из той Парсы, что находилась в провинции Фарс.
Есть ещё одно независимое свидетельство о Кире I. В крепостной стене Персеполя были найдены пять закладных табличек, которые имеют на себе оттиски печати с надписью, которая была прочитана так: «Кир из Аншана, сын Теиспа». Некоторые исследователи сделали вывод, что этим лицом должен быть Кир I, дед Кира II Великого. Любопытно, однако, что надпись на печати не содержит никакого утверждения, что названный Кир — царь или что его отец Теисп был царём. Не исключено, что такая печать могла принадлежать какому-нибудь чиновнику персепольской сокровищницы, чья семья использовала царские имена в честь своих господ.

## Предполагаемая гробница

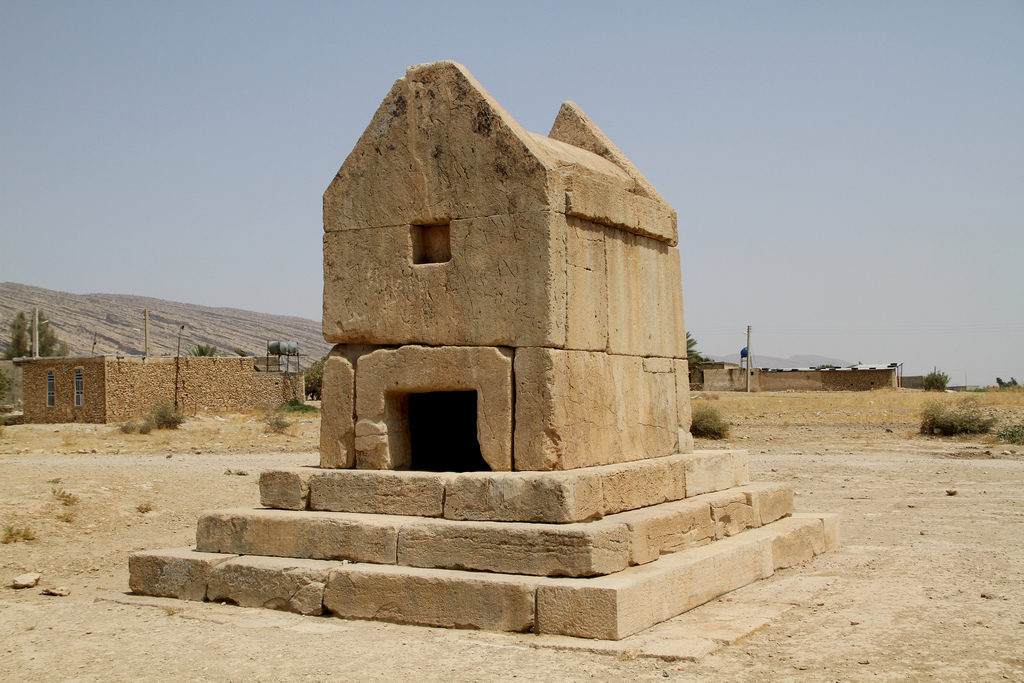
Гробница в Гур-и-Дохтар

Было высказано предложение, что гробница расположенная в Гур-и-Дохтар (букв. «Гробница дочери») принадлежит Киру I. Эта гробница своими очертаниями напоминает гробницу Кира II Великого, но имеет меньшие размеры. Как известно, всех ахеменидских царей после Дария Великого хоронили в гробницах высеченных в скалах. Поэтому, логично предположить, что данная гробница была возведена до царствования Кира II Великого и вполне могла принадлежать Киру I. Однако другие эксперты утверждают, что это место захоронения Манданы, матери Кира Великого, а третьи — доказывают, что Гур-и-Дохтар был мавзолеем царицы Атоссы, дочери Кира Великого и жены Дария Великого. Позже, когда были изучены железные зажимы, стало ясно, что это здание было возведено в V веке до нашей эры, так что, возможно, оно предназначалось для царевича Кира Младшего.
| Ахемениды             |                                      |                    |
| Предшественник: Теисп | персидский царь ок. 640—600 до н. э. | Преемник: Камбис I |

По версии Л. А. Ельницкого, Кир I был сыном киммерийца Теиспа и скифянки Шпако, дочери или сестры Ишпакая.